# Heliconius jaruensis
Heliconius jaruensis är en fjärilsart som beskrevs av Brown 1976. Heliconius jaruensis ingår i släktet Heliconius och familjen praktfjärilar. Inga underarter finns listade i Catalogue of Life.